# The Ultimate Collection (албум групе Црвена јабука)
Ultimate Collection је компилација хитова поп-рок групе Црвена јабука, у оквиру истоимене колекције издавачке куће Кроација рекордс, а обухвата неке од најзначајнијих група са простора бивше Југославије.
На „CMC” фестивалу 2010., Кроација рекордс је уручила двоструку златну плочу за остварени тираж албума.

## Списак песама
Диск 1
1. Нек' те он љуби (кад не могу ја)
2. Бивше дјевојчице, бивши дјечаци
3. Дирлија
4. Бјежи кишо с' прозора
5. Са твојих усана
6. За све ове године
7. Туго, несрећо
8. Да је само мало среће
9. Умријећу ноћас од љепоте
10. Зову нас улице
11. Свиђа ми се ова ствар
12. Има нешто од срца до срца
13. Ти знаш
14. Сањати
15. То ми ради
16. Волио бих да си ту
17. Не дам да овај осјећај оде
18. Ризнице сјећања
19. Остани
20. Тамо гдје љубав почиње

Диск 2
1. Некако с прољећа (дует Кемал Монтено)
2. Да знаш да ме болиш
3. Бацила је све низ ријеку
4. Све што имаш ти
5. Да није љубави
6. Не говори више
7. Сањам те
8. Свијет је лопта шарена
9. Стижу ме сјећања
10. Твога срца врата
11. Ни задњи, ни први
12. Нико није луд да спава
13. Боје кишног неба
14. Твојим жељама вођен
15. Дошла од Бога
16. Четкица за зубе
17. Знам (дует Арсен Дедић)
18. Тамо да путујем (Растанак)